# Bomaanslag in Rangoon op 9 oktober 1983
Bij de bomaanslag in Rangoon op 9 oktober 1983 verloren 21 mensen, waaronder 16 hoge Zuid-Koreaanse regeringsbeambten het leven. Noord-Korea zat achter de aanslag die gericht was tegen de Zuid-Koreaanse president Chun Doo-hwan. Deze overleefde de aanslag echter.

## Gebeurtenis
President Chun Doo-hwan bracht in oktober 1983 een officieel staatsbezoek aan Birma, de oude naam van het huidige Myanmar. Hij bezocht op 9 oktober de hoofdstad Rangoon. Op die dag stond een bezoek gepland aan het Mausoleum der Martelaren om Aung San, een van de oprichters van Birma, te herdenken. Op het moment dat de staf van de president zich verzamelde ging een bom af die de aanslagplegers hadden verborgen in het dak van het gebouw. Daarbij kwamen 21 mensen om het leven en raakten er 46 gewond. Onder de doden waren de Zuid-Koreaanse vicepremier, minister van Buitenlandse Zaken, minister van Commercie, de minister van Elektriciteitsvoorzieningen, de stafchef van de president en de ambassadeur in Birma. President Chun Doo-hwan overleefde alleen doordat zijn auto in het verkeer was vertraagd en hij pas een paar minuten later arriveerde.
De politie van Birma spoorde drie verdachten op, allen officier in het Noord-Koreaanse leger. Zij waren via een schip het land binnengekomen en hadden hun explosieven ontvangen op de Noord-Koreaanse ambassade. Twee verdachten probeerden zichzelf door middel van een handgranaat te doden op het moment van arrestatie. Een derde verdachte, genaamd Zin Bo, werd na een klopjacht gedood nadat hijzelf drie soldaten had gedood. Khan Min-chul, een van andere gepakte Noord-Koreanen, bekende dat hij de aanslag had gepleegd in opdracht van zijn regering en noemde generaal Kang Chang-Su als zijn directe opdrachtgever. Na deze bekentenis ontkende het Noord-Koreaanse ministerie van Buitenlandse Zaken iedere iedere betrokkenheid bij de aanslag. Met zijn bekentenis vermeed Khan de doodstraf en kreeg in plaats daarvan een levenslange gevangenisstraf. Zijn collega kreeg wel de doodstraf door middel van ophanging. Khan overleed in mei 2008 in gevangenschap aan de gevolgen van leverkanker. 
Als gevolg van de aanslag schortte Birma alle diplomatieke betrekkingen met Noord-Korea op. De Volksrepubliek China ging niet zo ver, maar Chinese diplomaten hielden in de maanden daarna elk contact af met Noord-Korea. De band van zowel de Verenigde Staten als Zuid-Korea met Noord-Korea was al niet bepaald goed te noemen, maar verslechterde nog meer als gevolg van de aanslag.

## Lijst van Zuid-Koreaanse slachtoffers
- Suh Seok-jun (서석준, 1938 ~ 1983), vicepremier
- Lee Beom-seok (이범석, 1925 ~ 1983), minister van Buitenlandse Zaken
- Kim Dong-hwi (김동휘), minister van Commercie
- Suh Sang-Chul (서상철), minister van Elektriciteitsvoorzieningen
- Ham Byeong-chun (함병춘), stafchef van de president
- Lee Gye-cheol (이계철), ambassadeur naar Myanmar
- Kim Jae-ik (김재익, 1938 ~ 1983), persvoorlichter
- Ha Dong-seon (하동선), planningsdirecteur
- Lee Gi-uk (이기욱), staatssecretaris van Financiën
- Gang In-hui (강인희), staatssecretaris van Bosbouw, Landbouw en Visserij
- Kim Yong-hwan (김용환), staatssecretaris van Wetenschap en Technologie
- Sim Sang-u (심상우, 1938 ~ 1983), parlementslid
- Min Byeong-seok (민병석), arts van de president
- Lee Jae-gwan (이재관), persvoorlichter
- Han Gyeong-hui (한경희), lid van de Presidentiële Garde
- Jeong Tae-jin (정태진), lid van de Presidentiële Garde
- Lee Jung-hyeon (이중현), journalist

## Naslagwerk
- (en)   Korea Observer Revisiting the 1983 Rangoon Bombing Covert Action in North Korea's Foreign Relations, februari 2019